# 西部技研
株式会社西部技研（せいぶぎけん、英称：Seibu Giken Co.,Ltd）は、福岡県古賀市に本社を構える、コルゲーション技術を中心にデシカント空調機・デシカント除湿機・全熱交換器・VOC濃縮装置 / VOC濃縮燃焼装置・機能性ハニカム積層体などの製造を行う企業である。
1965年設立。企業理念は「独創と融合」。

## 沿革
- 1961年 - 創業者 隈 利實が九州大学工学部研究室勤務の傍らで隈研究室設立
- 1965年 - 株式会社西部技術研究所設立
- 1972年 - 株式会社西部技研に改める
- 1993年 - スウェーデン、DST社買収（Seibu Giken DST ABとして再スタート）
- 2001年 - アメリカに100%出資の子会社 Seibu Giken America, Inc. を設立
- 2005年 - 中華人民共和国 上海に駐在員事務所を開設
- 2007年 - 中華人民共和国 江蘇省 常熟市に100%出資の子会社 西部技研環保設能設備（常熟）有限公司を設立
- 2023年 - 東京証券取引所スタンダード市場へ上場

## 営業拠点
- 東京支店：〒103-0004 東京都中央区東日本橋2-24-14 日本橋イーストビル4F
- 関東技術サービスセンター：〒334-0074 埼玉県川口市江戸2-9-9
- 郡山サテライトオフィス：　963-9025 福島県郡山市桑野2-3-14 第二桑野エステートビル103
- 名古屋営業所：〒465-0093 名古屋市名東区一社3-80
- 大阪営業所：〒532-0003 大阪府大阪市淀川区宮原4-3-12 新大阪明幸ビル2F

## グループ企業
- Seibu Giken DST AB
- Seibu Giken America, Inc.
- 西部技研環保節能設備（常熟）有限公司